# Lê (futebolista)
Leandro Coelho Cardoso, mais conhecido como Lê (Rio de Janeiro, 3 de Fevereiro de 1979) é um ex-futebolista brasileiro que atuava como meia-atacante.

## Carreira
Lê é um meia-atacante que foi revelado pelo Flamengo, sendo um dos principais expoentes da geração de nascidos em 1979, que contava com nomes do naipe de Juan, Reinaldo e Júlio César.
Estreou pelo Fla em 1997, quando tinha apenas 18 anos de idade e já naquela época apresentou um belo cartão de visitas, sendo decisivo em algumas partidas. Dois anos após a sua estréia, em 1999, Lê viveria sua glória absoluta. Na decisão da Copa Mercosul de 1999, o Flamengo havia vencido o Palmeiras em casa por 4x3, e precisava apenas de um empate na casa do adversário para sagrar-se campeão. No jogo de volta, estava 3x2 para o Palmeiras até os 38 do segundo tempo. Este placar forçava uma partida de desempate. Lê havia entrado minutos antes e, após uma linda tabela com direito a passe de calcanhar de Reinaldo, marcou o gol que deu o título ao clube.
| “ | Foi emoção demais. O Carlinhos já tinha colocado Rodrigo Mendes e Iranildo. Com isso, eu pensava: "Até parece que vou entrar..." Entrei e foi aquela coisa maravilhosa. Comecei a lembrar da minha mãe. Depois, pensei no meu pai. Ele já era um senhor. A minha diferença para os meus dois irmãos mais velhos é de uns 20 anos, sou fruto do segundo casamento dele. Fiquei preocupado demais e imaginei: "Pronto, fiz o gol e vou matar meu pai. Que adianta garantir o título e infartar o coroa?" | ” |

Tratado como joia desde a base do clube, Lê tinha tudo para se firmar no time titular após este gol importante. Entretanto, logo após, o Flamengo acertou uma parceria com a ISL, que trouxe vários craques, como Petkovic, Denílson e Alex, para a sua posição. A concorrência acirrada fez com que o meia tivesse muito poucas oportunidades.
Com poucas oportunidades no ano 2000, Lê foi emprestado no ano seguinte ao Internacional e, na volta, nunca mais foi o mesmo. Ele retornou do empréstimo em 2002 e ficou no rubro-negro carioca até 2003, quando foi negociado com o Belenenses, de Portugal. Desde então, ele começaria uma verdadeira peregrinação.
Em Portugal, Lê jogou no Belenenses em 2003, Nacional em 2004, e novamente Belenenses, em 2005. Depois dessa temporada na Europa, Lê retornou ao Brasil para jogar no Volta Redonda. Depois, Portuguesa-RJ, Luverdense, Petro Luanda de Angola, Anápolis, Corinthians-AL, Teresópolis e Luverdense, novamente. Nesta segunda passagem no Luverdense-MT, Lê sofreu uma séria lesão na coxa, e desde então ficou sem clube.

## Conquistas
Flamengo
- Copa dos Campeões Mundiais: 1997
- Torneio Quadrangular de Brasília: 1997
- Taça Cidade de Juiz de Fora: 1997
- Campeonato Carioca de Juniores: 1999
- Campeonato Carioca: 1999 e 2000
- Taça Guanabara: 1999
- Copa Mercosul: 1999